# Bréiner Castillo
Bréiner Clemente Castillo Caicedo (Barbacoas (Nariño), 5 de maio de 1978) é um futebolista profissional colombiano que atua como goleiro.

## Carreira
Bréiner Castillo fez parte do elenco da Seleção Colombiana de Futebol da Copa América de 2011.